# Талуть
Талуть (біл. вёска Талуць) — село в складі Вілейського району Мінської області, Білорусь. Село підпорядковане Любанській сільській раді, розташоване в північній частині області.

## Історія
У 1921–1945 роках село і фільварок знаходилось у Польщі, у Вільнюськім воєводстві, Вілейського повіту, у гміні Ілля, з 1932 у гміні Куранець.

## Населення
- 1866 рік — 243 людини, 21 будинків[1]
- 1921 рік — 303 людини, 50 будинків[2].
- 1931 рік — 302 людини, 59 будинків[3].